# ناوشکی
ناوشکی (به لاتین: Naushki) یک منطقهٔ مسکونی در روسیه است.